# Louis Abram (pasteur)
 (novembre 2015).
Pour les articles homonymes, voir Louis Abram (homonymie) et Abram.
Louis Abram (5 janvier 1873 à Montécheroux en France - 16 février 1961 à Valleyfield au Québec (Canada) fut un instituteur, un colporteur puis un pasteur de l’Église presbytérienne du Canada (1901- 1925) et de l’Église unie du Canada (1925- 1961).

## Biographie
Né en 1873 à Montécheroux dans le département du Doubs dans l’est de la France, Louis Abram appartenait à une vieille famille de souche huguenote convertie par Guillaume Farel. Il fit ses études à l’Institut de Glay destiné à former des colporteurs et des enseignants- missionnaires. Doté de son brevet d'instituteur, il répondit à l’appel pressant de Jules Bourgoin, directeur des Instituts évangéliques de Pointe-aux-Trembles et émigra au Canada vers 1892. Il fut engagé cette année-là par la mission presbytérienne avec son épouse dont nous ne connaissons rien d’autre. Après deux années passées dans l’enseignement, où il en profita pour apprendre l’anglais par lui-même, il s’inscrivit au Collège presbytérien à Montréal. Le 22 janvier 1901, il reçut à Québec la consécration pastorale et y commença son ministère.
Comme on avait encore besoin de ses services à Pointe-aux-Trembles, il dut quitter sa paroisse et retourner à l’Institut où « il fit resplendir ses talents d’instituteur ». « Comme il a su se faire aimer de ses élèves, non seulement en classes, mais aussi aux heures de récréation », nous dit J.-E. Boucher qui l’a bien connu. Au tournant du siècle, Louis Abram occupait ses vacances scolaires à faire de l’évangélisation dans le Bas-Saint-Laurent. C’est ainsi qu’on le retrouva en tandem avec E.-H. Brandt dans la région de Rimouski (Sainte-Blandine), de Cabano (Saint-Eusèbe), de Rivière-du-Loup (Saint-Cyprien) et les deux colporteurs passèrent même par Saint-Damase. Une dizaine d’années plus tard, il explorait seul Charlevoix (Port-au-Persil) puis le sud du lac Saint-Jean (Dequen).
En 1912, il accepta la charge pastorale de Masham, qui était alors la paroisse rurale protestante française comptant le plus de membres . Selon le pasteur Boucher toujours, « sur ces hauteurs, à quelque dix milles à l’ouest de Gatineau, il exerça un ministère béni et fructueux. Tous les dimanches, le petit temple se remplissait et, à l’issue du culte, les fidèles s’attardaient pour causer avec leur pasteur. Il était fin causeur et, chaque soir de la semaine, les gens se rendaient au bureau de Poste, non pas tant pour recevoir leur courrier que pour entendre « le ministre », qui leur racontait de si belles histoires, car il avait la tête pleine d’anecdotes amusantes. » Il fera servir plus tard ce don pour préparer des textes vivants et intéressants pour les enfants de l’école du dimanche.
De Masham, il passa à Valleyfield, puis en 1918, on l’invita à Québec dans la perspective de « jeter les bases d’une nouvelle Pointe-aux-Trembles », avait dit J. U. Tanner*, le surintendant des missions. Il accepta le projet, se rendit dans la vieille capitale et ressuscita la paroisse Saint-Jean moribonde et donna un souffle nouveau à ses membres. « Ce beau zèle arrivait trop tard, nous dit-il, car les autorités religieuses de Toronto presbytériennes qui avaient toujours voté de beaux subsides pour le soutien de l’église Saint-Jean [de Québec] décidèrent de commencer une œuvre d’éducation pour les enfants des familles protestantes anglaises qui n’avaient pas d’écoles dans les lieux isolés du Nord et de l’Est de la province.» Idée louable certes, mais on la réalisa au détriment de la paroisse francophone Saint-Jean qu’on ferma en 1924 en vendant par la suite l’église et le presbytère au profit du pensionnat anglophone. Et on avait complètement oublié dans la foulée tout projet francophone de collège.
Dès 1918, on confia donc la gérance du pensionnat St. John’s Hall à Louis Abram. Les inscriptions progressèrent constamment passant de 12 au début à 50 en 1925. Louis Abram devint pasteur de l’Église unie du Canada au moment de sa création. « Quelle influence bénie et salutaire il a exercée sur ces jeunes par sa bienveillance de tous les instants ». Il a occupé ce poste pendant vingt-deux ans jusqu’à sa retraite en 1940. C’est donc à partir de Québec qu’il vint célébrer une vingtaine de mariages à Saint-Damase qu’on retrouve inscrits au registre de Pinguet. Il coula ses vieux jours à Valleyfield où il décéda le 16 février 1961 à l’âge de 88 ans.
Selon J.-E. Boucher, Louis Abram est un homme de paix qui n’aimait pas les complications, encore moins les polémiques. La douceur de son caractère, sa franchise, son abord facile et agréable et la simplicité de ses manières désarmaient ceux qui lui cherchaient noise.
Sa foi provoquait l’étonnement. Rien ne pouvait l’ébranler, ni les découvertes de la science ni les tribulations qui plus d’une fois s’étaient appesanties sur lui. Il était passé à travers ces épreuves le cœur serein, avec un chant sur les lèvres. Il avait un sentiment vif de la présence de Dieu et il envisageait l’avenir sans crainte et sans tremblement. Il n’est donc pas étonnant que ceux qui l’ont connu et les lecteurs de L’Aurore dont il a alimenté les colonnes pendant plus d’un demi-siècle aient envié sa foi confiante, vivante et rayonnante.
Ses anciens paroissiens et ses anciens élèves ont gardé un souvenir tendre, affectueux et reconnaissant de ce pasteur considéré comme étant dévoué et fidèle et qui est passé au milieu d’eux comme un rayon de soleil. "Et moi, je remercie Dieu de l’avoir mis sur mon chemin", nous confie en terminant J.-E. Boucher qui l’a souvent côtoyé.